# Prinny: Sarò davvero io l'eroe?
Prinny: Sarò davvero io l'eroe? (プリニー ～オレが主人公でイイんスか?～?, Purinī: Ore ga Shujinkō de Iinsuka?, Prinny: Can I Really Be the Hero?) è un videogioco a piattaforme in 2D a scorrimento orizzontale per PlayStation Portable. Il gioco è stato sviluppato e pubblicato dalla Nippon Ichi Software il 20 novembre 2008 in Giappone, il 17 febbraio 2009 in America Settentrionale ed il 26 giugno 2009 in Europa. Si tratta di uno spin-off della serie di videogiochi Disgaea. La Nippon Ichi ha pubblicato un sequel intitolato Prinny 2: Dawn of Operation Panties, Dood!